# Jaime Hintze
Jaime Hintze OC • ComMAI (Ponta Delgada, 6 de maio de 1889 — Ribeira Grande, 16 de março de 1945 (55 anos)) foi um grande proprietário de terras, agricultor e industrial.

## Biografia
Exerceu as funções de governador civil do Distrito Autónomo de Ponta Delgada.
Foi um dos grandes promotores da modernização da agricultura açoriana nas primeiras décadas do século XX e proprietário da Fábrica de Chá Gorreana.
Foi agraciado com os graus de Oficial da Ordem Militar de Cristo a 31 de Março de 1924 e Comendador da Ordem Civil do Mérito Agrícola e Industrial Classe Agrícola a 22 de Dezembro de 1943.

## Obras publicadas
- O problema da sericicultura nos Açores. Ponta Delgada : Tip. do Diário dos Açores, 1938 (tese apresentada ao 1.º Congresso Açoriano, realizado em Lisboa em Maio de 1938).